# Careproctus inflexidens
Careproctus inflexidens är en fiskart som beskrevs av Anatoly Petrovich Andriashev och Stein, 1998. Careproctus inflexidens ingår i släktet Careproctus och familjen Liparidae. Inga underarter finns listade.